# Festival Televisivo de la Canción de la UAR 2013
El II Festival Televisivo de la Canción de la UAR (oficialmente ABU TV Song Festival 2013) se celebró en la Ópera de la capital de Vietnam, Hanói, el 26 de octubre de 2013, con la participación de 15 países de la zona Asia-Pacífico. Coincidió con la 50.ª Asamblea general de la Unión Asia-Pacífica de Radiodifusión también celebrada en la capital vietnamita.

## Países Participantes
En total, quince países participaron en el segundo Festival Televisivo de la Canción de la UAR. Además de los 11 países que ya participaron en la primera edición, cuatro países harán su debut: Brunéi, Irán, Kirguistán y Tailandia.

### Canciones[4]
En total fueron 17 canciones las que formaron parte del festival. Australia presentó un mash up de dos canciones de la mano de Justice Crew. Además, por primera vez, el país anfitrión (Vietnam este año) presentó dos canciones independientes.
| #  | País          | Artista(s)        | Canción                              | Idioma           | Traducción al español         |
| -- | ------------- | ----------------- | ------------------------------------ | ---------------- | ----------------------------- |
| 01 | Tailandia     | Kandy             | "Hidden love, hidden fun"            | Tailandés        | Amor oculto, diversión oculta |
| 02 | Brunéi        | Qeez Idrus        | "Salah kah aku"                      | Malayo           | ¿Soy yo la culpable?          |
| 03 | Hong Kong     | Mag Lam           | "Shi jian"                           | Mandarín         | Tiempo                        |
| 04 | Indonesia     | Putri & Shella    | "Mimpiku"                            | Indonesio        | Mi sueño                      |
| 05 | Vietnam       | Van Mai Huong     | "La em do"                           | Vietnamita       | Eres tú                       |
| 06 | Australia     | Justice Crew      | "Boom Boom" y "Best Night" (mash up) | Inglés           | Bum Bum / La mejor noche      |
| 07 | Malasia       | Alyah             | "Kisah hati"                         | Malayo           | La historia de mi amor        |
| 08 | Irán          | Mohsen Mirzazadeh | "Arman"                              | Turco de Jorasán | Deseo                         |
| 09 | Kirguistán    | Tola Tursunaliev  | "Enekeme"                            | Kirguís          | Mi madre                      |
| 10 | Japón         | May'n             | "ViViD"                              | Japonés          | Vívido                        |
| 11 | Sri Lanka     | Sarith & Surith   | "Together Forever"                   | Inglés           | Juntos por siempre            |
| 12 | Singapur      | Shabir            | "Maybe"                              | Tamil            | Quizás                        |
| 13 | Afganistán    | Shahzad Adeel     | "We Are With You" ("Ma Ba Tu'em")    | Pastún           | Estamos contigo               |
| 14 | China         | Splendid 7        | "Love will keep us together]"        | Mandarín         | El amor nos mantendrá juntos  |
| 15 | Corea del Sur | SISTAR            | "Give it to me"                      | Coreano          | Dámelo a mí                   |
| 16 | Vietnam       | Ngu Cung          | "Cao nguyen da"                      | Vietnamita       | Altiplano                     |

## Retransmisión Internacional
Se invita a cada país participante a emitir el festival en diferido a través de sus respectivas redes y proporcionar comentarios en los idiomas nativos. El festival puede ser retransmitido igualmente por cualquier cadena de televisión perteneciente a la Unión Asia-Pacífica de Radiodifusión.
| País          | Organismo                             | Siglas    |
| ------------- | ------------------------------------- | --------- |
| Afganistán    | Radio Television Afghanistan          | RTA       |
| Australia     | Special Broadcasting Service          | SBS       |
| Brunéi        | Radio Televisyen Brunei               | RTB       |
| China         | Zhōngguó Zhōngyāng Diànshìtái         | CCTV      |
| Corea del Sur | Korean Broadcasting System            | KBS       |
| Hong Kong     | Television Broadcasts Limited         | TVB       |
| Indonesia     | Televisi Republik Indonesia           | TVRI      |
| Irán          | Islamic Republic of Iran Broadcasting | IRIB      |
| Japón         | Nippon Hoso Kyokai                    | NHK       |
| Kirguistán    | Kyrgiz Television                     | KTR       |
| Malasia       | Radio Television Malaysia             | RTM       |
| Singapur      | MediaCorp                             | MediaCorp |
| Sri Lanka     | MTV Channel (Pvt) Ltd                 | MTV       |
| Tailandia     | Thai Public Broadcasting Service      | TPBS      |
| Vietnam       | Vietnam Television                    | VTV       |

## Predecesor y sucesor
| Predecesor: Seúl 2012 | Festival Televisivo de la Canción de la UAR Hanói 2013 | Sucesor: Macao 2014 |